# جوزيف بالمر الثاني
جوزيف بالمر الثاني (بالإنجليزية: Joseph Palmer II)‏ هو دبلوماسي نيجيري، ولد في 16 يونيو 1914 في ديترويت في الولايات المتحدة، وتوفي في 15 أغسطس 1994.

## وصلات خارجية
- جوزيف بالمر الثاني على موقع مونزينجر (الألمانية)